# Саитовский
Саитовский (баш. Сәйет) — деревня в Мелеузовском районе Республики Башкортостан Российской Федерации. Входит в состав Денисовского сельсовета. 

## География

### Географическое положение
Расстояние до:
- районного центра (Мелеуз): 23 км,
- центра сельсовета (Богородское): 10 км,
- ближайшей ж/д станции (Мелеуз): 23 км.

## История
До 2008 года являлась административным центром Саитовского сельсовета.

## Население
| 2002 | 2009 | 2010 |
| ---- | ---- | ---- |
| 341  | ↗408 | ↘377 |

Национальный состав
Согласно переписи 2002 года, преобладающая национальность — башкиры (52 %).